# Unidades de Intervención Policial
Las Unidades de Intervención Policial (más conocidas por sus siglas UIP) son órganos móviles de seguridad pública dependientes de la Policía Nacional de España.

## Historia
Las UIP fueron creadas en 1989 mediante el Real Decreto  1668/1989 del 29 de diciembre, siendo José Luis Corcuera ministro del interior. Su principal objetivo es la actuación en inminentes o graves episodios de alteración de la seguridad ciudadana que ocurran en territorio español. En concreto, dicho real decreto les atribuye las siguientes funciones:

a. Colaboración en la protección de SS. MM. los Reyes de España y altas personalidades nacionales y extranjeras.

b. Prevención, mantenimiento y restablecimiento, en su caso, de la seguridad ciudadana.
c. Intervención en grandes concentraciones de masas, reuniones en lugares de tránsito público, manifestaciones y espectáculos públicos.
d. Actuación y auxilio en caso de graves calamidades o catástrofes públicas.
e. Actuación en situaciones de alerta policial, declarada, bien por la comisión de delitos de carácter terrorista o de delincuencia común y establecimiento de controles y otros dispositivos policiales.
f. Protección de lugares e instalaciones en los supuestos en que así se determine.

g. Intervención en motines y situaciones de análoga peligrosidad.

Las UIP son la continuación de diversas unidades móviles y autónomas especializadas del Cuerpo Nacional de Policía aunque de naturaleza militar creadas durante el Franquismo cuyo principal objetivo había sido el mantenimiento y restablecimiento del orden público frente a protestas u otras alteraciones allí donde se produjeran. La primera de estas unidades antidisturbios fueron las denominadas «banderas móviles», seguida por las Compañías de Reserva General desplegadas por toda España y que fueron reemplazadas por las UIP.
En 1999 gracias a una colaboración del gobierno español, se implementa la creación de Unidades de Intervención Policial en Centroamérica. Una de ellas fue la Unidad de Intervención Policial de la Dirección de Unidades Especializadas del Ministerio de Seguridad Pública de Costa Rica, unidad creada para tratar de solucionar los problemas causados por los disturbios ocurridos tras la gran cantidad de manifestaciones ocurridas en el territorio costarricense durante esa época.

## Actuaciones

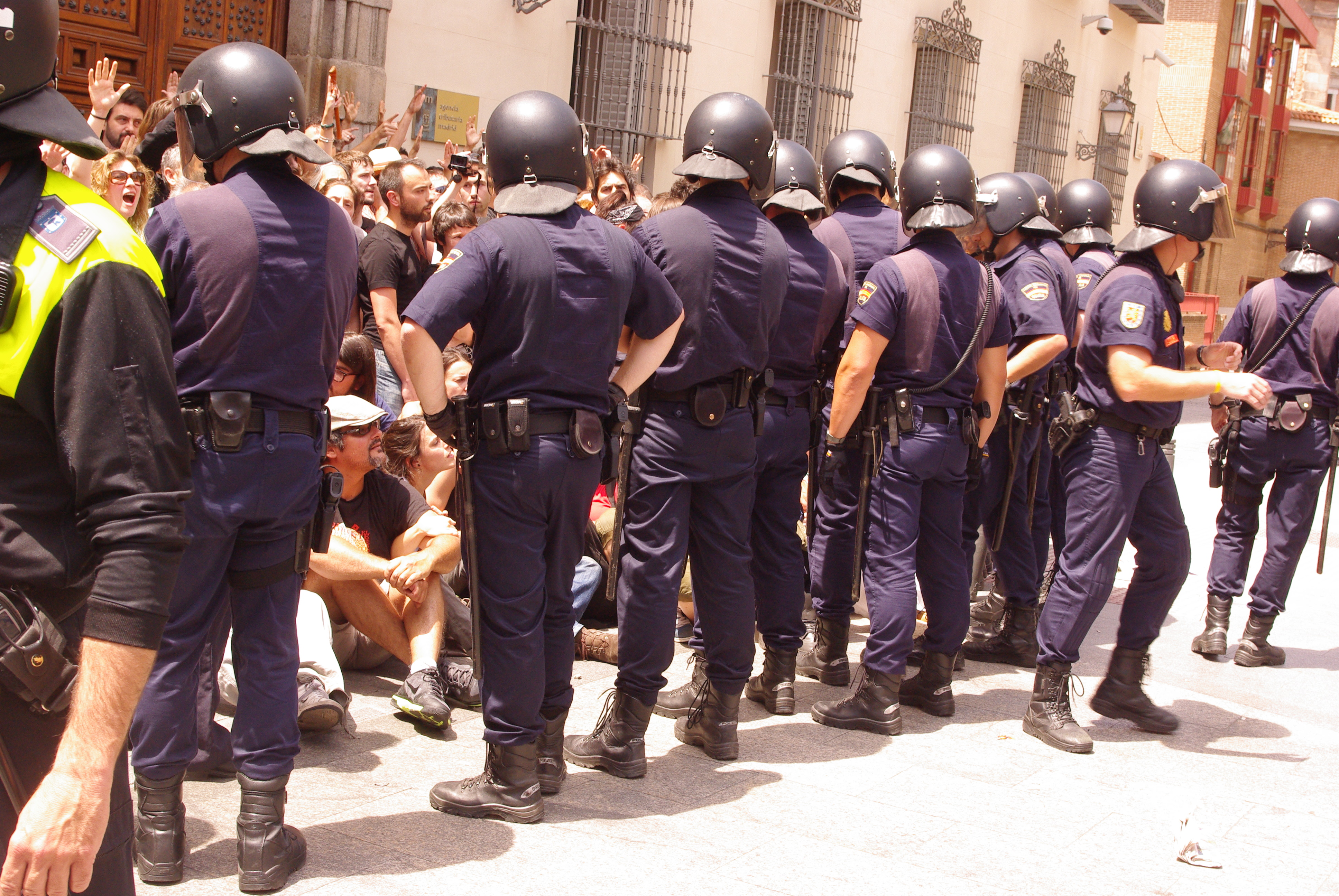
Unidades de Intervención Policial en la Plaza de la Villa de Madrid en junio de 2011 durante una manifestación.

Desde su creación en 1989, las diversas unidades de intervención policial han intervenido en abundantes ocasiones conforme a las misiones que por ley tienen asignadas. Las actuaciones más habituales de la UIP tienen que ver con conductas violentas o potencialmente violentas de grupos de personas, por ejemplo manifestaciones o espectáculos deportivos declarados como de «alto riesgo». La UIP también ha sido desplegada con ocasión de grandes eventos culturales, como la Exposición Universal de Sevilla (1992) y la Exposición Internacional de Zaragoza (2008); deportivos, como los Juegos Olímpicos de Barcelona (1992); y cumbres políticas donde han asistido personalidades internacionales. Asimismo, a causa de atentados terroristas como del 11 de marzo de 2004 en Madrid, o graves accidentes de diverso tipo como la catástrofe aérea del Vuelo 5022 de Spanair en 2008, la UIP también fue desplegada en misión de apoyo a otras unidades policiales o de emergencias.

### Protocolos
Las UIP tienen establecidos protocolos de actuación para sus intervenciones más habituales. En el caso de manifestaciones que deriven en actos violentos o que alteren el orden público, los protocolos se basan en el principio de «intervención mínima de la fuerza y de menor lesividad» y de «uso progresivo de la fuerza». A su vez los supuestos para poder disolver reuniones y manifestaciones por las fuerzas del orden aparecen contemplados en la Ley Orgánica 9/1983 reguladora del derecho de reunión. En la práctica la actuación de la UIP como agentes antidisturbios, en casos donde manifestaciones deban ser disueltas, la actuación de la UIP comienza por la identificación de los promotores y la solicitud verbal de disolución. En caso de no producirse, se debe empezar usando la «fuerza mínima» (artificios de ruido y uso de las porras en zonas poco lesivas) hasta pasar al uso de medios más contundentes como las escopetas lanzadoras de pelotas de caucho o los gases lacrimógenos.

### Críticas

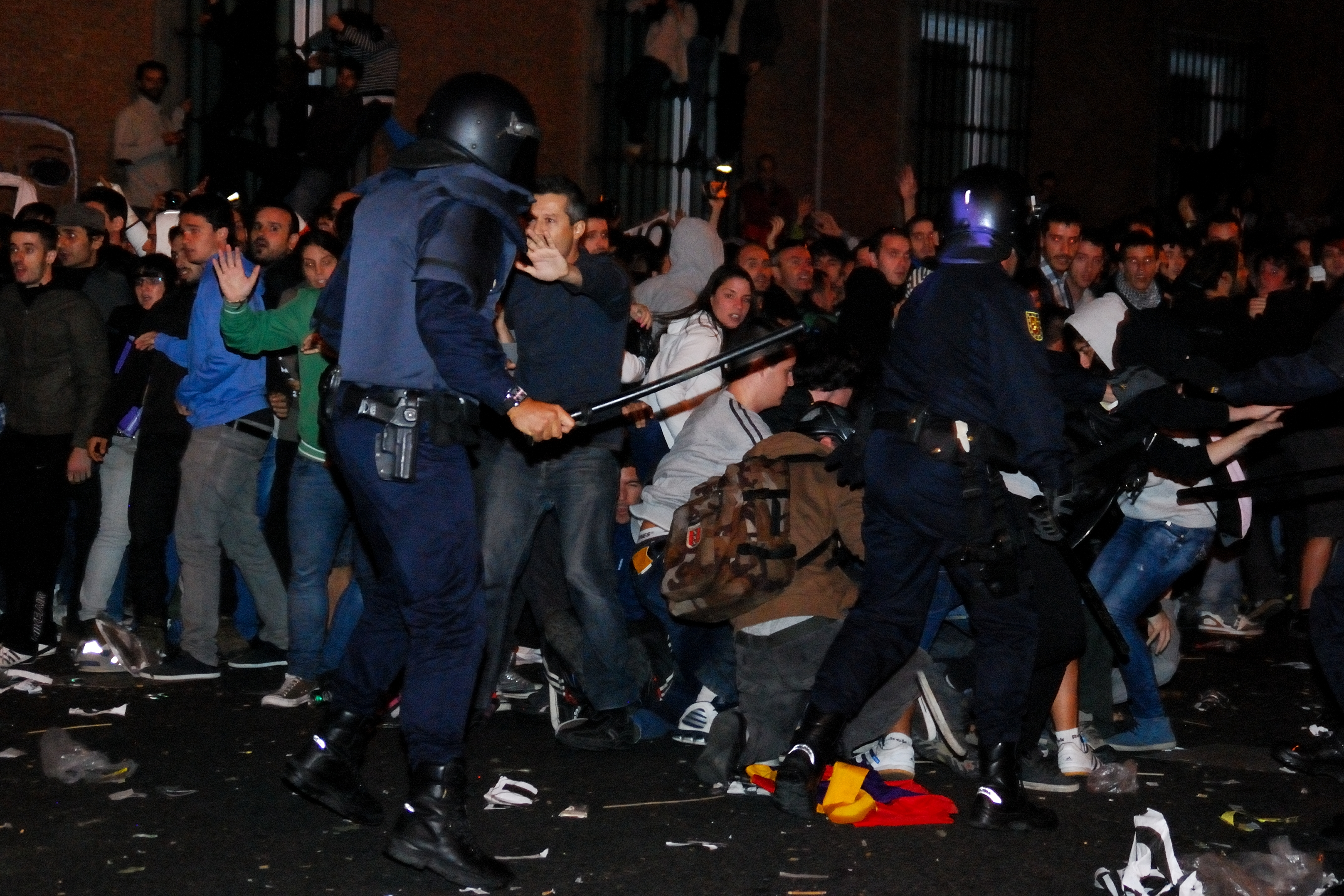
Una de las cargas policiales que se produjeron el 25 de septiembre de 2012 en Madrid durante la protesta Rodea el Congreso y que fueron objeto de crítica por diversas organizaciones, incluyendo Amnistía Internacional.

Algunas de las actuaciones de las UIP han generado múltiples críticas y quejas por parte de asociaciones, colectivos, partidos políticos, sindicatos y particulares por los métodos empleados.
En octubre de 2012 la sección española de Amnistía Internacional denunció la intervención policial durante las protestas denominadas Rodea el Congreso que tuvieron lugar en Madrid entre el 25 y el 29 de septiembre y en donde las UIP se vieron involucradas en varios incidentes. Según esa ONG se produjeron casos de arbitrariedad, agresiones a periodistas, ausencia de identificación (muestra del número de placa) por parte de los agentes y posible abuso de la fuerza por parte de la policía. En enero de 2013, después de una investigación interna, el Ministerio del Interior afirmó que la actuación policial que se desarrolló en el interior de la Estación de Atocha el 25-S fue proporcionada, sin extralimitación por parte de las UIP.
Tras la puesta en libertad de los detenidos en las movilizaciones de Rodea el Congreso, varios de ellos denunciaron malos tratos, violencia psicológica e irregularidades tanto en el momento de su detención como durante los días que permanecieron en los calabozos.
En noviembre de 2012 el Sindicato Unificado de Policía denunció que durante uno de los entrenamientos habituales que las UIP realizan se explicaron y practicaron conductas "peligrosas e ilegales" para los ciudadanos por orden del comisario jefe a cargo del entrenamiento. En el mismo varios policías resultaron heridos por el impacto de pelotas de goma lanzados directamente contra el cuerpo a una distancia de 30 metros.

#### 2014
Con motivo de la gran manifestación del 22 de marzo de 2014 en Madrid, donde confluyeron las denominadas «Marchas de la Dignidad», se estableció un dispositivo sin precedentes de 33 grupos de las UIP, unos 1700 agentes. Al final de la manifestación, se produjeron incidentes, a  los que la policía respondió con cargas y lanzamiento de pelotas de goma y material lacrimógeno, hechos que los agentes calificaron de muy graves, afirmando que la violencia de determinados grupos fue mucho mayor que en protestas de años anteriores. Los incidentes acabaron con 29 detenidos y 101 heridos, 67 de ellos policías. Por su parte, los organizadores de las Marchas de la Dignidad, criticaron el despliegue y posterior actuación policial porque, a su juicio, trataron de alterar una manifestación multitudinaria.
Por otro lado, los hechos ocurridos el 22 de marzo de 2014 en Madrid, también generaron críticas entre los propios agentes de la UIP dirigidas a sus mandos policiales. Durante los enfrentamientos con grupos violentos, unos 15 agentes de la UIP se quedaron aislados y, según el Sindicato Unificado de Policía, se les denegó la ayuda. Al día siguiente, varias decenas de policías, la mayoría vestidos de paisano, organizó una asamblea a las puertas de la comisaría del barrio de Moratalaz y protestaron por lo que creyeron graves fallos de coordinación en el dispositivo que pusieron en riesgo la vida de los agentes.

## Estructura
Cada una de las Unidades de Intervención Policial, cuyo mando recae en un inspector jefe, está compuesta por dos o más grupos operativos (la I UIP Madrid dispone de 12). Cada uno de los grupos operativos está integrado por unos 50 agentes y está mandado por un inspector jefe o un inspector. A su vez los grupos operativos se dividen en subgrupos operativos (tres por cada grupo) que están integrados por 15 agentes y cuyo mando es un subinspector. La unidad básica operativa es el equipo, al mando de un oficial de policía y constituida por éste y seis policías.
En total las Unidades de Intervención Policial contaban, a fecha octubre de 2012, con 2744 agentes.

### Despliegue territorial
Las UIP se distribuyen por toda España en las ciudades de mayor tamaño. En Madrid se ubica el mando de las UIP, denominado «Jefatura de Unidades de Intervención Policial» (J UIP). En Madrid también se ubica la sede de la «Unidad Central de Intervención» (UCI) que puede desplegarse y operar en toda España si así se requiere y que depende directamente de la J UIP. Además de estos, también existe el Equipo de Mecánica e Intervención Rápida (EMIR). El despliegue de las demás UIP por ciudad y provincias (o ciudades autónomas) que entran dentro de su «ámbito de actuación preferente» es la siguiente:
- I UIP Madrid (Albacete, Ciudad Real, Cuenca, Guadalajara, Madrid y Toledo)
- II UIP Barcelona (Barcelona, Gerona, Lérida y Tarragona)
- III UIP Valencia (Alicante, Castellón, Baleares, Murcia y Valencia)
- IV UIP Sevilla (Badajoz, Cáceres, Cádiz, Ceuta, Córdoba, Huelva y Sevilla)
- V UIP Granada/Málaga (Almería, Granada, Jaén, Málaga y Melilla)
- VI UIP Pamplona (Navarra)/Bilbao (Vizcaya) (Álava, Guipúzcoa, Navarra y Vizcaya)
- VII UIP Valladolid (Ávila, Burgos, León, Palencia, Salamanca, Segovia, Soria, Valladolid y Zamora)
- VIII UIP La Coruña/Vigo (Pontevedra) (La Coruña, Lugo, Orense y Pontevedra)
- IX UIP Oviedo (Asturias) (Asturias, Cantabria)
- X UIP Las Palmas de Gran Canaria/Santa Cruz de Tenerife (Las Palmas y Santa Cruz de Tenerife)
- XI UIP Zaragoza (Huesca, La Rioja, Teruel y Zaragoza)[20]

## Armamento y equipo

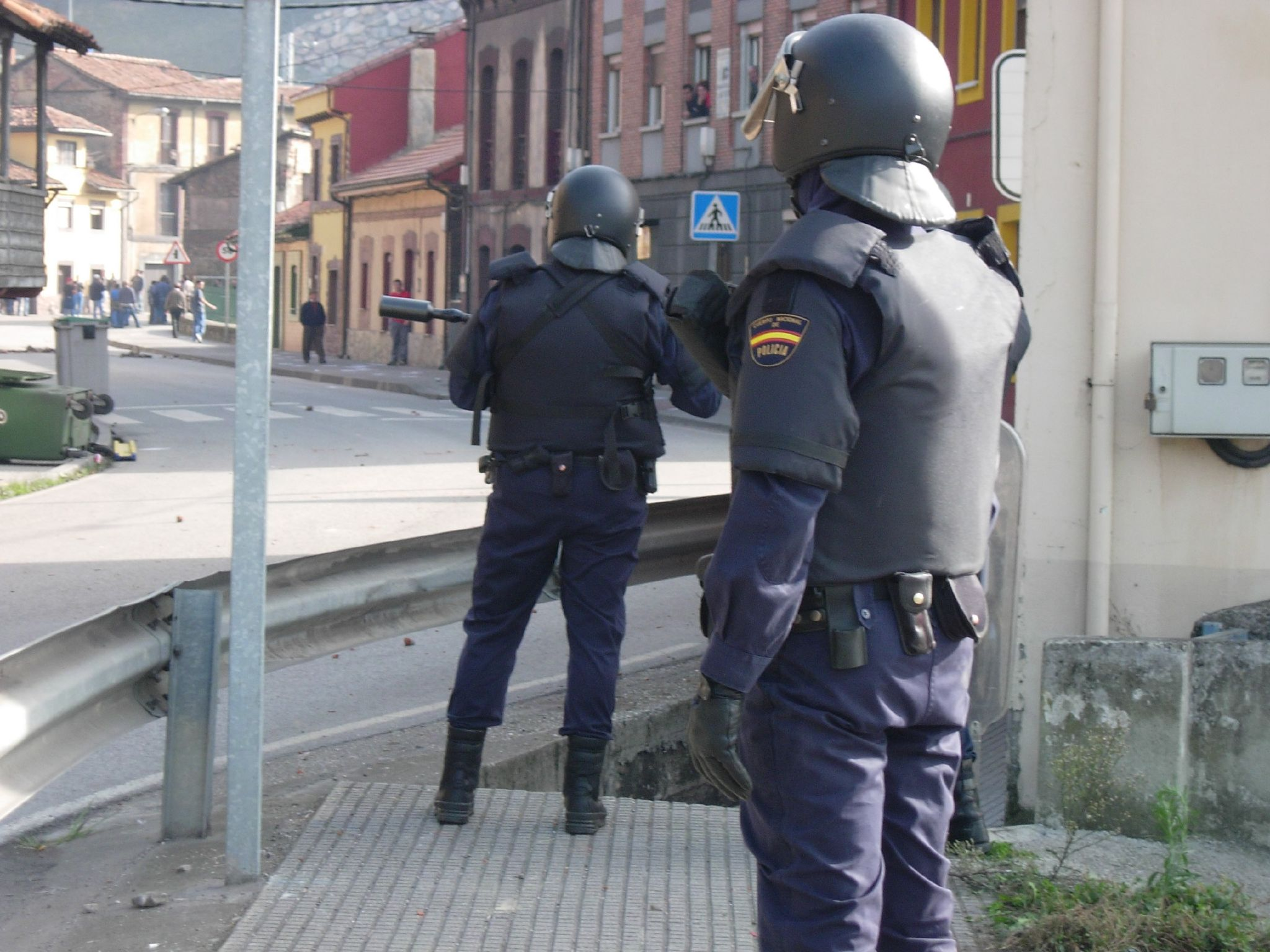
Dos agentes con su equipación completa de protección personal (casco de intervención, chaleco anti-trauma y guantes anticorte y antipinchazos) y uno con escopeta a la que está acoplada una bocacha para lanzar pelotas de goma y otros proyectiles.

Las UIP disponen de equipamiento muy variado debido a la disparidad de misiones asignadas, desde armamento catalogado como no-letal empleado en manifestaciones a rifles de precisión utilizado en operaciones de protección de personalidades. Además algunas UIP disponen de material especial al estar desplegadas en zonas consideradas como más conflictivas.
Actual
- Fusil de combate H&K 417.[22]
- Fusil de asalto H&K G36 CV.[21]
- Pistola H&K USP Compact.[21]
- Escopeta Franchi SPS 350.[21]
- Subfusil H&K MP5.[1]
- Subfusil CZ Scorpion Evo 3 A1.[23]
- Pelotas de caucho, artificios de humo ATF y lacrimógenos ATL lanzados con la escopeta anterior.
- Granadas lacrimógenas de gas CS.[21]
- Escopeta Franchi Spas 12.[1]
- Escopeta Remington M870.[21]
- Escopeta Franchi SPS 230.[21]
- Rifle de precisión Mauser SP66.[21]
- Rifle de precisión Coruña C75.[21]
- Lanzagranadas Heckler & Koch HK69A1.[21]
- Escudo balístico negro EAB-1 Fedur.[21]
- Escudo antidisturbios rectangulares ERC-1 Fedur.[21]
- Escudo antidisturbios redondos EC-1 Fedur.[21]
- Chaleco antibala VA Fedur.[21]
- Chaleco anti-trauma Fedur PNAT.[21]
- Casco de intervención 3K Fedur.[21]
- Botas de Gore-Tex UIP FAL Seguridad.[21]
- Guantes anticorte y antipinchazos AR-19KV.[21]
- Protecciones para el codo y el antebrazo Fedur.[21]
- Protecciones para la rodilla y pierna
- Defensas (porras) semirrígidas.[21]
- Defensas extensibles.
- Grilletes metálicos y de lazo.
- Gafas de visión nocturna Litton Systems/US Night Vision AN/PVS-7A.
- Binoculares Nikon.
- Sistema de comunicaciones.
- Cizallas Hidráulicas y de Impacto y mazas.[1]

Pasado
- Fusil de asalto Cetme C.[1]
- Subfusil Star Z-70.[1]
- Subfusil Ingram M10.[21]
- Pistola Star 28PK.
- Chalecos antibala PN2 Fedur.

### Uniformidad

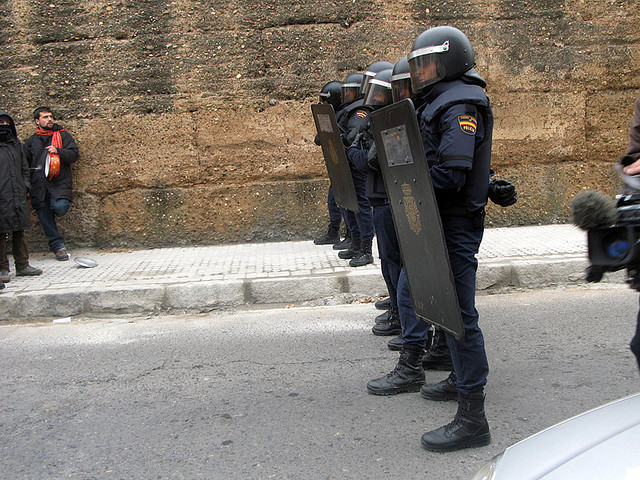
Varios agentes de la UIP equipados con escudos balísticos durante una manifestación en 2007.

En 1990 se empieza a usar el primer uniforme destinado a servicios especiales del CNP (el escudo de especialidad en la manga derecha se empieza a llevar a partir de 1996), no solo lo usará la UIP, algunas otras unidades como Guías Caninos o motoristas también con modificaciones. Representó una revolución en aquellos momentos, pues se pasaba a un traje realmente operativo, contaba con protecciones en la espalda y espinilleras fijas. Las distintas UPR lo usaron desde su fundación hasta 2012, finalmente lo emplearon unidades de los distintos cuerpos de Policía Adscrita. La UIP lo utilizó hasta 2000 fecha en la que se cambia por otro con muy pocas diferencias: color, forma de los bolsos y prenda de cabeza, que pasa de ser una gorra beisbolera a otra de tipo marine ya sin la divisa de empleo; el escudo también cambia por el actual del león rampante, se añade una leyenda en la camisola por encima de los bolsos con la unidad de pertenencia, a la izquierda se coloca por encima de la divisa un escudo de especialidad más pequeño. El actual estrenado en 2014, además de ser de mejor material su principal característica es que es ignífugo, cambia el color, lleva la palabra "policía" en la espalda y se añaden bolsillos laterales en los pantalones.
| Uniformes de la UIP |           |                 |              |
|                     |           |                 |              |
| 1990-2000           | 2000-2014 | 2014-Actualidad | Fusil G36 CV |

|                  |               |                   |              |
| Escudo balístico | Fusil CETME C | Fusil NATO Coruña | Protecciones |

### Vehículos
El vehículo de transporte estándar de las UIP es la furgoneta. Actualmente, el modelo más usado es el Mercedes-Benz Sprinter 315 CDI, configurado para operaciones antidisturbios, con blindaje ligero (incluyendo ventanas) y capaces de transportar 8 agentes con su equipamiento; en menor número también se utilizan las Volkswagen Crafter y Ford Transit VII. Anteriormente y todavía en servicio en varias UIP se emplearon furgonetas Sprinter 312 D, Peugeot Boxer, Citroën Jumper y Fiat Ducato también adaptadas a las misiones de la UIP. La furgoneta cumple un propósito polivalente dentro de las UIP: sirve tanto para desplazamientos operativos locales como para despliegues a larga distancia.
La UIP cuenta también con otros vehículos como los todoterrenos blindados Nissan Patrol GR utilizados por la Jefatura de las UIP o la tanqueta blindada Unimog UR-416 (prácticamente dadas de baja) empleada en pocas ocasiones con motivo de circunstancias especiales, como los atentados del 11-M o en misiones de protección de edificios diplomáticos y tres blindados BMR, adquiridos en 2017 y 2022 (primera versión 600, no la actual M1) del Ejército de Tierra, modificados para misiones policiales, contra amenazas terroristas actuales. Dispone también de camiones con cañones de agua fabricados por URO, Pegaso o Mercedes Unimog, raramente empleados en la historia de la UIP. En diciembre de 2014 se incorporó un nuevo camión (Iveco Trakker) con cañones de agua a la flota de vehículos.

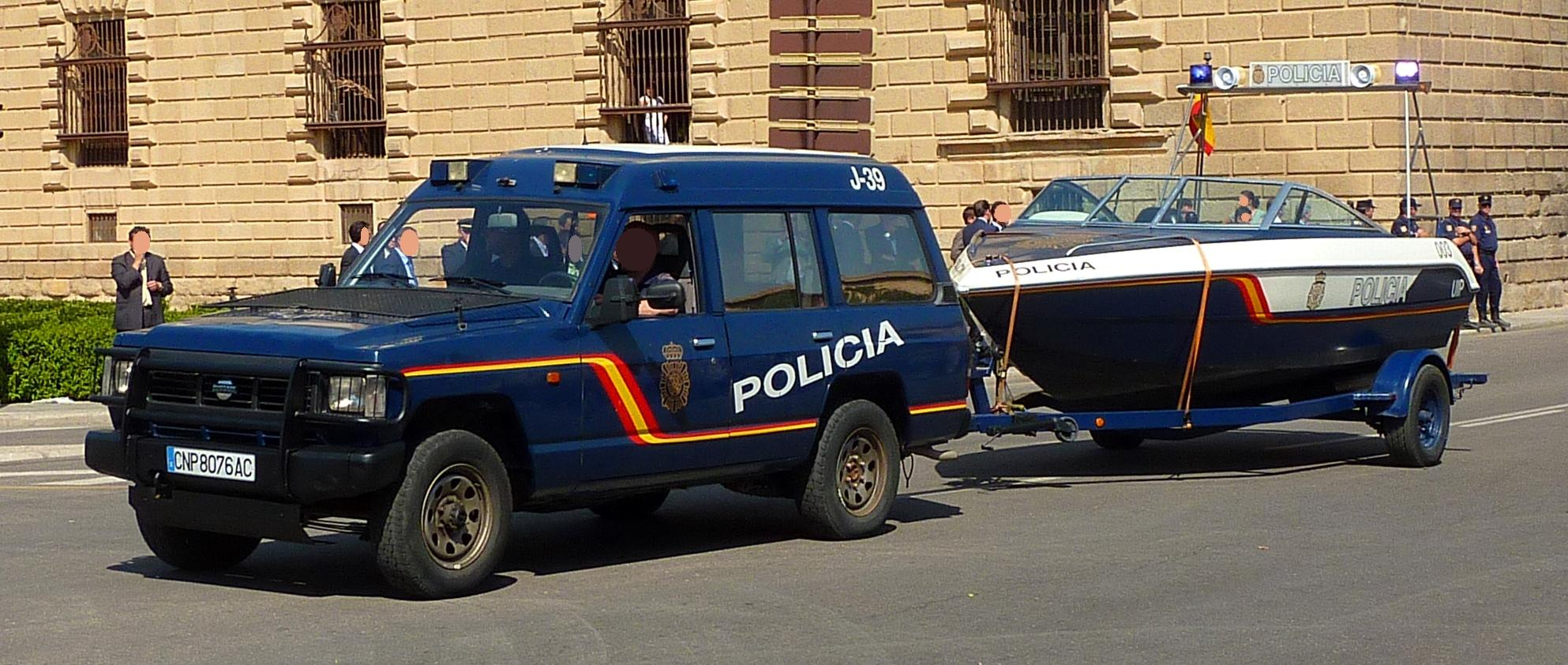
Patrullera con una lancha del CNP
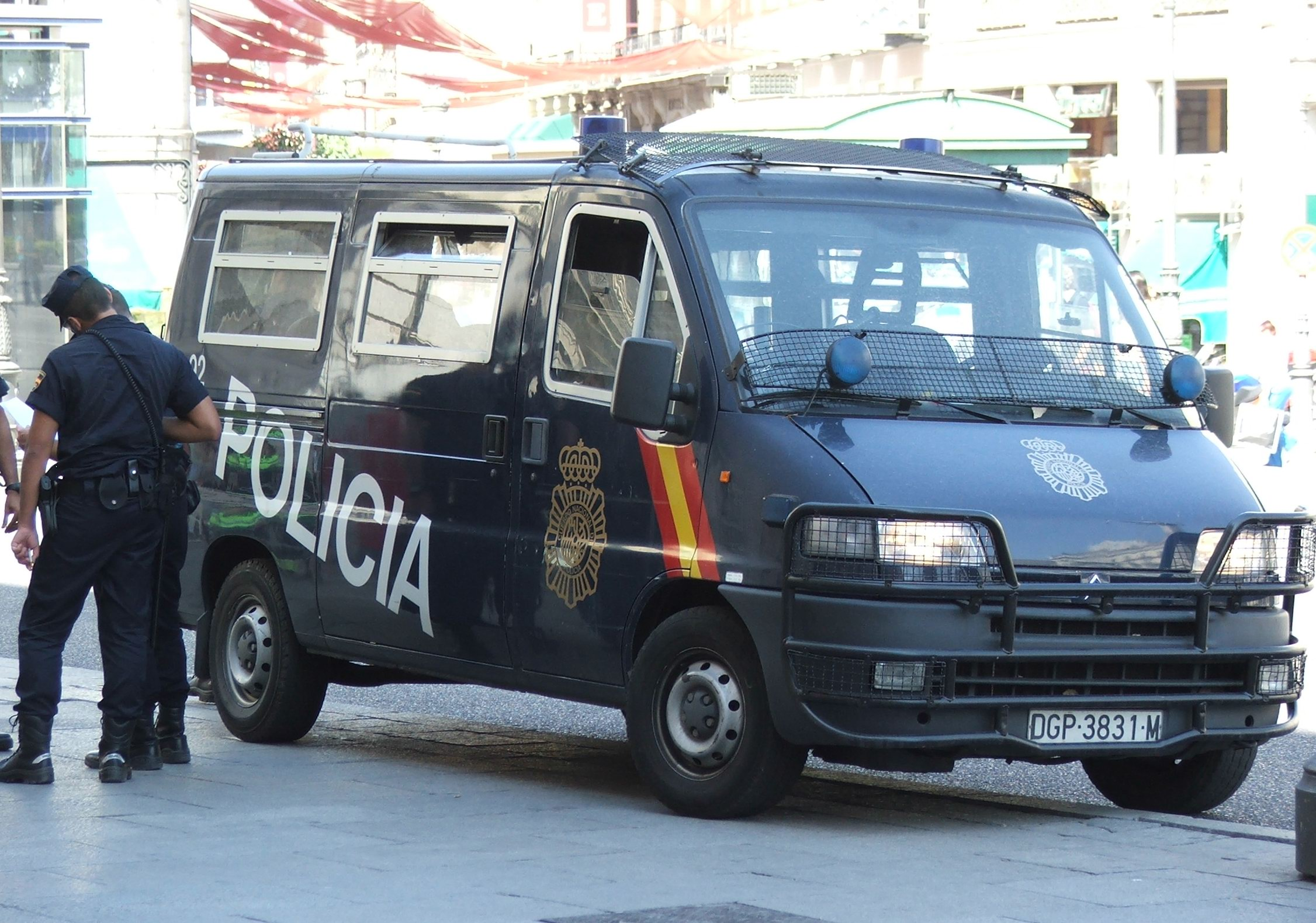
Furgoneta Citroën Jumper de la UIP.
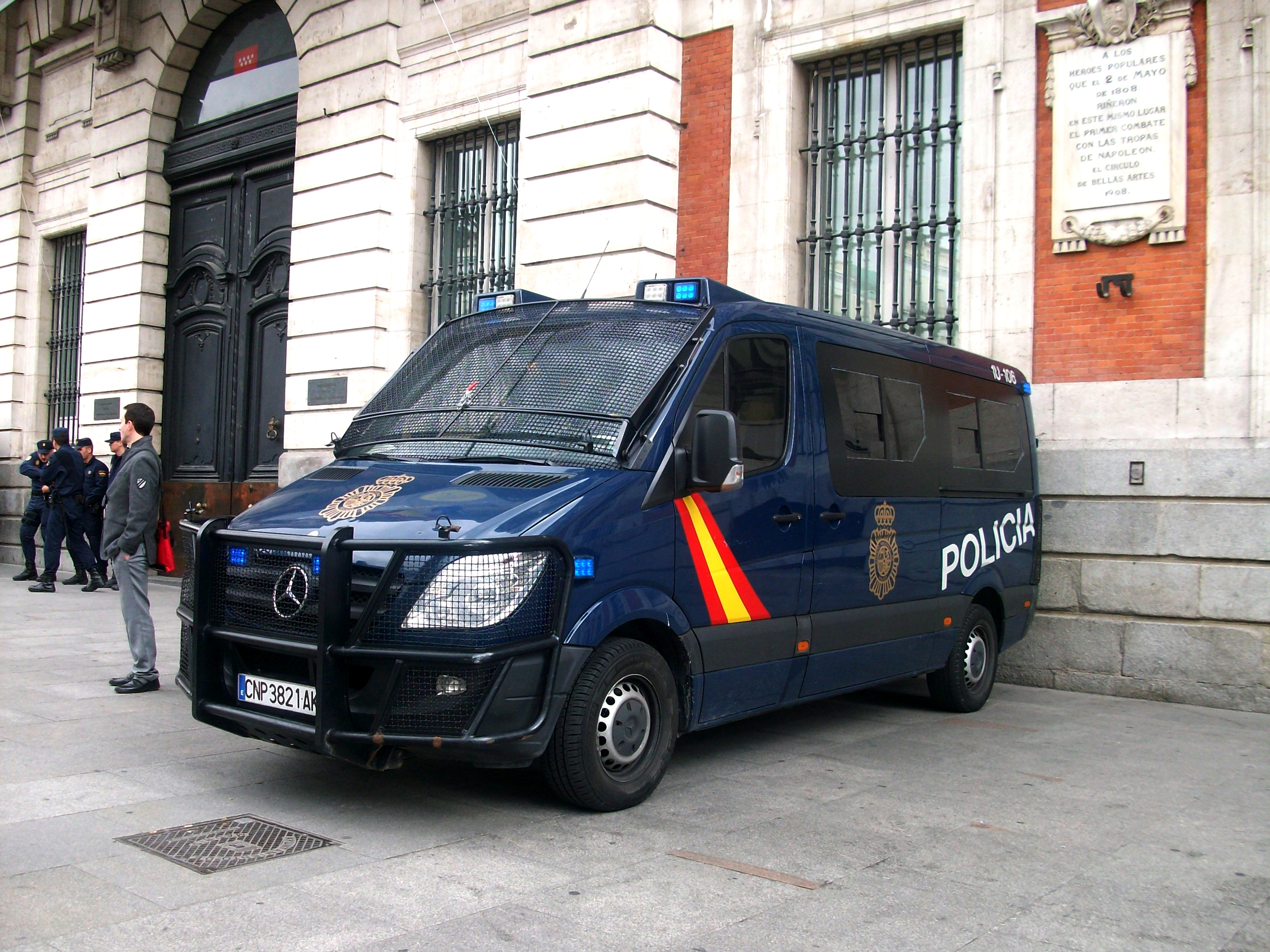
Mercedes-Benz Sprinter de la I UIP.
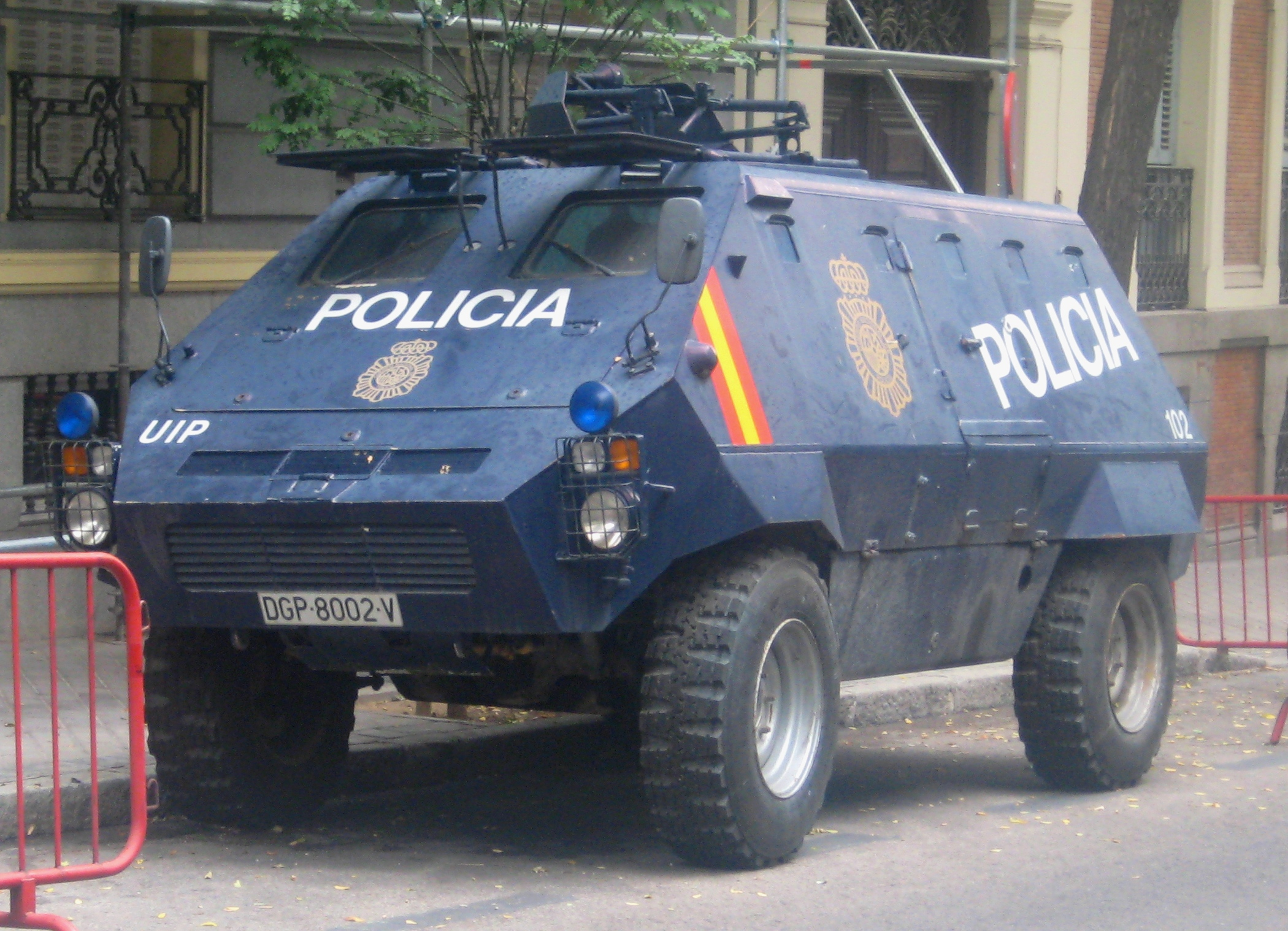
Tanqueta UR-416 de la UIP utilizada en misiones de protección de embajadas en Madrid.
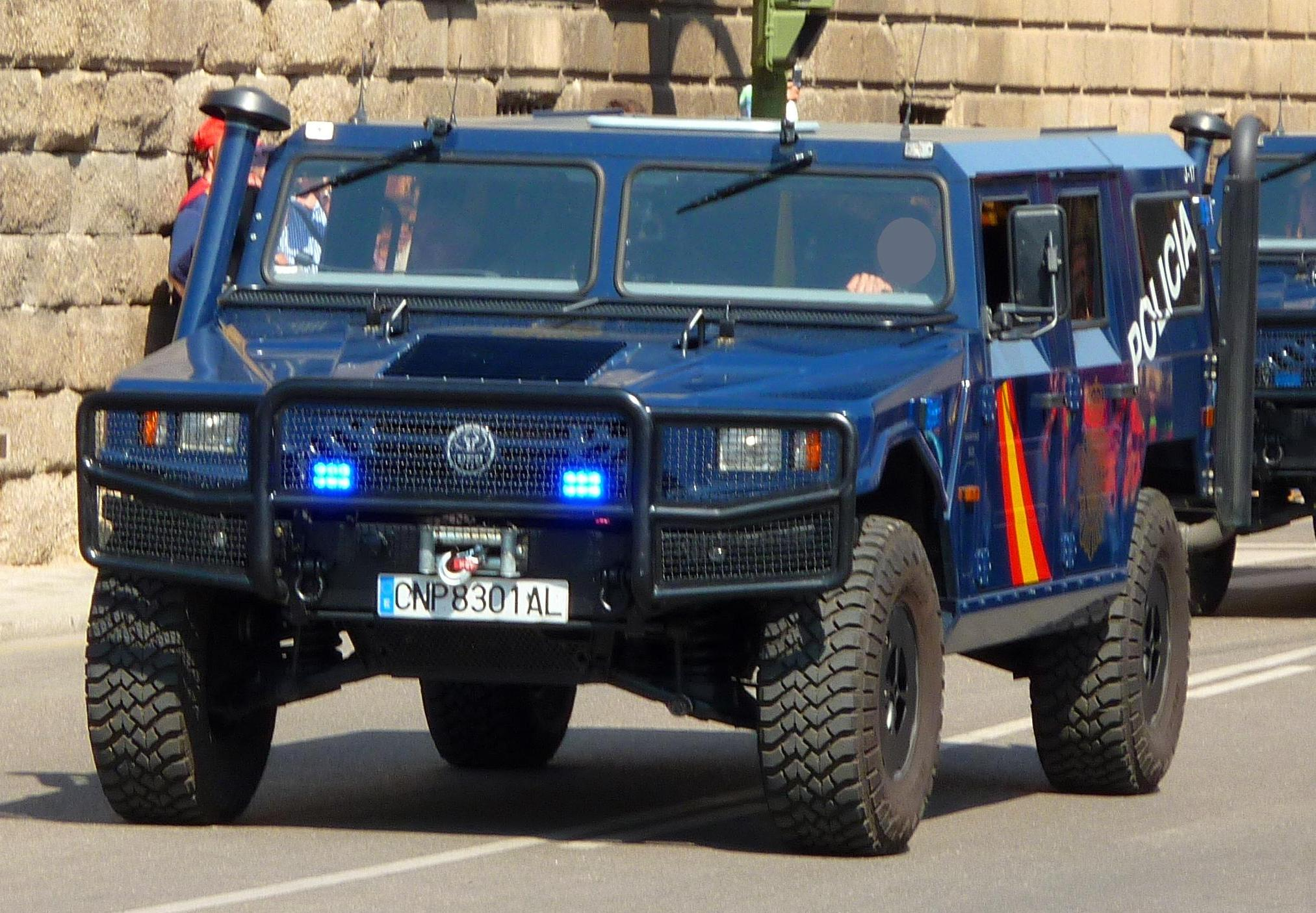
URO VAMTAC de las UIP.